# Schauinslandia pallidipes
Schauinslandia pallidipes är en stekelart som beskrevs av William Harris Ashmead 1900. Schauinslandia pallidipes ingår i släktet Schauinslandia och familjen bracksteklar. Inga underarter finns listade i Catalogue of Life.